# افزایش طول عمر
علم افزایش طول عمر یا تمدید حیات (به انگلیسی: Life extension)، مطالعهٔ کندسازی یا معکوس‌سازی فرایندهای سالخوردگی برای تمدید طول عمرهای متوسّط و حداکثری است. برخی پژوهشگران در این حوزه، و گروه‌های معروف به «دیرزیست‌گرایان» (کسانی که خواهان عمری طولانی برای خود هستند)، بر این باورند که پیشرفت‌های غیرمنتظرهٔ آینده در بازجوانی بافت‌ها با سلول‌های بنیادی، ترمیم مولکولی، و جایگزینی اندام (مثلاً با اندام‌های مصنوعی یا پیوند اندام جانوران) در نهایت بشر را قادر به داشتن طول عمرهای بی‌کران از طریق بازجوانی سراسری بدن خواهد کرد.
از علم تمدید حیات تحت عنوان پزشکی ضد سالخوردگی، پیری‌شناسی تجربی و پیری‌شناسی زیست‌پزشکی نیز یاد می‌شود.
فروش محصولات ضد پیری مانند تغذیه، آمادگی جسمانی، مراقبت از پوست، جایگزین هورمون‌ها، ویتامین‌ها، مکمل‌ها و گیاهان یک صنعت پر سود جهانی است، مثلاً در بازار ایالات متحده تولید حدود ۵۰ میلیارد دلار از درآمد در هر سال را تشکیل می‌دهد. با این حال، بسیاری معتقد هستند که هدف از طول عمر نامحدود انسان، خود، لزوماً هدفی خام است زیرا برخی از جانوران مانند هیدرا، عروس دریایی خاص را از سن بالا نمیرند.
مسائل اخلاقی از طول عمر توسط اخلاق زیستیان (bioethicist) مورد بحث است.

## طول عمر متوسط و حداکثر
در طی فرایند پیری، یک موجود زنده تجمع می‌یابد آسیب به مولکولهای آن، سلول‌ها، بافت‌ها و اندام خلاصه می‌شود؛ ولی به‌طور خاص و دقیق تر، پیری به عنوان مشخصه و فکر به "ناپایداری ژنومی، ساییدگی تلومر، تغییرات اپی ژنتیک، اختلال در میتوکندری، پیری سلولی، ساقه خستگی سلولی و تغییر ارتباطات بین سلولی ایجاد می‌شود. روند اکسید شدن که با استفاده از تنفس انجام می‌شود، خود نیز یکی از عوامل فرسودگی ست. در عین حال که اکسیژن به ما حیات می‌دهد از ما حیات را هم می‌گیرد!
طولانی‌ترین انسان تا به حال ثابت شده‌است ژان کالمان بود که در سال ۱۸۷۵ متولد شد و در سال ۱۹۹۷(۱۲۲ سال) درگذشت. در حالی که بیشترین عمر ثبت شده در موش، سه سال است.
تفاوت‌های ژنتیکی بین انسان و موش است که ممکن است برای توجیه این نرخ افزایش سن‌های مختلف به‌شمار رود که شامل: تفاوت در بهره‌وری از تعمیر DNA، دفاع آنتی‌اکسیدان، متابولیسم انرژی و … است.
البته بعدها در زندگی (یعنی امروزه)، آسیب‌پذیری از حوادث و بیماری‌های مزمن مرتبط با سن مانند سرطان یا بیماری‌های قلبی عروقی نقش در افزایش مرگ و میر در بازی می‌کنند.
افزایش طول عمر مورد انتظار اغلب می‌تواند توسط دسترسی به مراقبت‌های پزشکی، واکسیناسیون، رژیم غذایی مناسب، ورزش و اجتناب از خطرات مانند سیگار کشیدن به دست آید. در حال حاضر مسائل ژنتیکی و محیطی نقش مهمی در عمر دارند مثلاً: دستکاری ژن، مدیریت دارو، استفاده از کرم‌های لوله‌ای و میزان مصرف کالری.